# Madereck
Madereck är ett berg i Österrike.   Det ligger i distriktet Bruck-Mürzzuschlag och förbundslandet Steiermark, i den östra delen av landet, 120 km sydväst om huvudstaden Wien. Toppen på Madereck är 1 057 meter över havet, eller 307 meter över den omgivande terrängen. Bredden vid basen är 3,1 km.
Terrängen runt Madereck är huvudsakligen kuperad, men söderut är den bergig. Närmaste större samhälle är Leoben, 11,0 km väster om Madereck. 
I omgivningarna runt Madereck växer i huvudsak blandskog. Runt Madereck är det ganska tätbefolkat, med 62 invånare per kvadratkilometer.